# Ellen Buckley
Elizabeth Ann (Ellen) Buckley (Grand Rapids, 21 oktober 1913 - Muskegon, 25 januari 2003) was een Amerikaans militair verpleegkundige. Ze diende in twee oorlogen voor het United States Army Nurse Corps. Ze klom op tot de rang luitenant-ter-zee.

## Levensloop
Buckley studeerde verpleegkunde aan de Saint Louis-universiteit, waar ze slaagde voor haar bachelor- en mastergraad, en voltooide verder nog een graduatestudie aan de Mercy Hospital School of Nursing. Haar loopbaan vervolgde ze voor een groot deel in het Amerikaanse leger.
Ze doceerde aan zowel de Mercy als de Hackley Hospital School of Nursing. Verder was ze directrice van de School of Nursing van het St. Anthony Hospital in Denver en had ze de leiding over het U.S. Naval Hospital in San Diego. Verder hielp ze bij de oprichting van de Navy Nurse Cadet Corps en de Women's Overseas Service League.
Tijdens de Tweede Wereldoorlog en de Koreaanse Oorlog diende ze als chirurgisch verpleegkundige. Op 26 november 1961 pensioneerde ze met de rang van luitenant-ter-zee.
Na haar pensionering zat ze in een groot aantal besturen van landelijke verenigingen en commissies van veteranen, de katholieke kerk en burgerlijke organisaties.

## Erkenning
In 2001 werd ze met name genoemd als voorbeeld als militair verpleegkundige tijdens de Tweede Wereldoorlog door de uitreiking van zowel de Algemene vrijheidsprijs van de Four Freedoms Awards als de prijs in de categorie Vrijwaring van vrees.